# Paul Castelnau

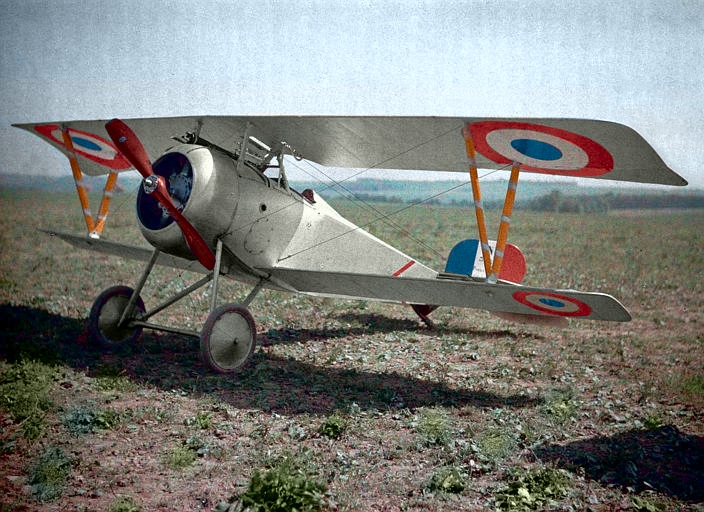
Letoun Nieuport 23, 1917

Paul Castelnau (Pierre-Joseph-Paul Castelnau, 17. května 1880 – 29. června 1944) byl francouzský fotograf, geograf a filmař. Je známý svými barevnými autochromovými snímky z první světové války a dokumentárními filmy z 20. let 20. století.

## Galerie

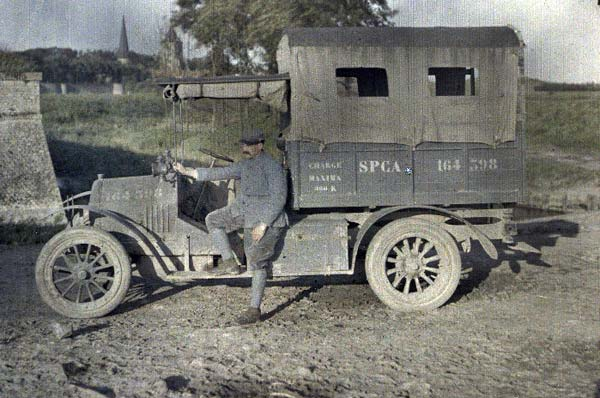
Nákladní automobil SPCA, 2. září 1917
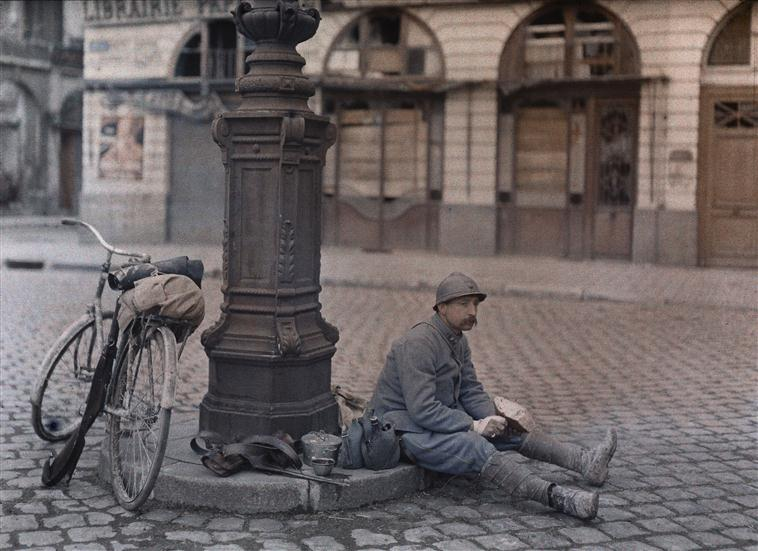
1. dubna 1917
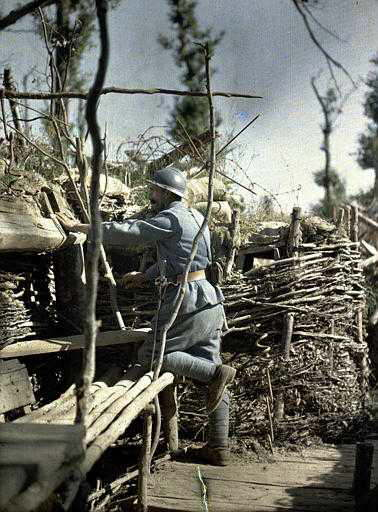
1917
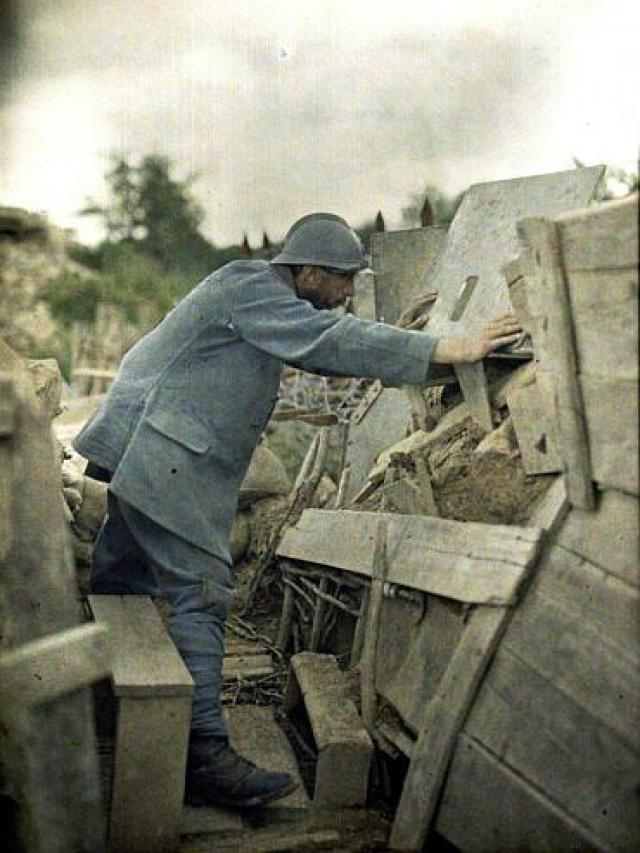